# Gerritjan Eggenkamp
Gerritjan Eggenkamp, nizozemski veslač, * 14. november 1975, Leiden. 
Eggenkamp je začel veslati z 12. leti pri veslaškem klubu Het Spaarne v Heemstedeju. Na mednarodnih tekmah je prvič veslal na Svetovnem mladinskem prvenstvu 1993, kjer je bil član četverca brez krmarja. Tam je čoln osvojil deveto mesto. Leta 1996 je bil imenovan v rezervno postavo čeverca brez krmarja za nastop na Olimpijskih igrah, vendar ni nastopil. Za nizozemski četverec brez krmarja je nato nastopil na Svetovnem prvenstvu 1997 in 1998.
Za Nizozemsko je nato nastopil v osmercu na Poletnih olimpijskih igrah 2000 v Sydneyju, kjer je čoln zasedel osmo mesto.
Leta 2002 je postal prvi Nizozemec, ki se je udeležil tekme med Univerzo Oxford in Cambridge, na kateri je veslal za Oxford. S čolnom svoje univerze je tudi zmagal.
Leta 2004 je v osmercu za Nizozemsko nastopil na Poletnih olimpijskih igrah v Atenah. Nizozemci so takrat osvojili srebrno medaljo. 